# Куртєв Анатолій Валентинович
Куртєв Анатолій Валентинович (нар. 7 травня 1975, Запоріжжя, Українська РСР) — колишній в. о. міського голови Запоріжжя з 29 вересня 2021 по 24 квітня 2024 та з 23 квітня 2021 по 24 квітня 2024 — секретар Запорізької міської ради, колишній начальник КНП «Запорізького обласного бюро судово-медичної експертизи» Запорізької обласної ради.

## Життєпис
Народився 7 травня 1975 року у Запоріжжі.

### Освіта
Здобув вищу освіту. У 1998 році закінчив Запорізький медичний університет за спеціальністю «Педіатрія».
У 2015 році закінчив Класичний приватний університет за спеціальністю «Правознавство», 2020 року закінчив той же ВНЗ за спеціальністю «Менеджмент».

### Трудова діяльність
З вересня 1995 по липень 1998 року — медичний брат Запорізького обласного наркологічного диспансеру.
З березня 2002 по липень 2004 року — санітар моргу відділу чергових судово-медичних експертів Бюро судово-медичної експертизи Запорізького обласного відділу охорони здоров'я.
З серпня 2004 по серпень 2005 року — лікар-інтерн Бюро судово-медичної експертизи Запорізького обласного відділу охорони здоров'я.
З серпня 2005 по листопад 2009 року — лікар судово-медичний експерт Бюро судово-медичної експертизи Запорізького обласного відділу охорони здоров'я.
З грудня 2009 по лютий 2013 року — завідувач організаційно-методичного відділу Бюро судово-медичної експертизи управління охорони здоров'я Запорізької обласної державної адміністрації.
З березня по серпень 2013 року — заступник начальника Бюро судово-медичної експертизи управління охорони здоров'я Запорізької обласної державної адміністрації.
У 2015 році балотувався до міської та обласної ради від партії «Укроп», мандату не отримав.
З січня 2014 по травень 2016 року — завідувач Леваневського кладовища СКП «Запорізька ритуальна служба».
У 2020 році пройшов у Запорізьку міську раду від партії «Слуга народу».
З травня 2016 по квітень 2021 року — виконувач обов'язки начальника, начальник КУ «Запорізьке обласне бюро судово-медичної експертизи» Запорізької обласної ради.
З 23 квітня 2021 року по 24 квітня 2024 — секретар Запорізької міської ради.
З 29 вересня 2021 року по 24 квітня 2024 — в. о. міського голови Запоріжжя.
28 лютого 2023 року підписав скандальне розпорядження «Про відсторонення Дмитра Івченка від виконання службових повноважень», яке продовжило та загострило конфлікт у 5-тій міській лікарні.
24 квітня 2024 року секретар Запорізької міської ради Анатолій Куртєв написав листа до президента України Володимира Зеленського про спробу політичного перевороту у Запоріжжі. За день до цього, 23 квітня, депутат міськради Регіна Харченко написала пост у Facebook, в якому вимагала від секретаря Запорізької міської ради скликати сесію. За її словами, він блокує їх проведення.
24 квітня відбулося засідання Запорізької міської ради, де шляхом таємного голосування, всі 38 присутніх депутатів проголосували за дострокове припинення повноважень Куртєва. Сам він присутнім не був, головуючим обрали голову тимчасової комісії з регламенту та законності, правопорядку та запобігання корупції Олега Корольова. Новим секретарем Запорізької міської ради та в. о. міського голови Запоріжжя 37 голосами було обрано Регіну Харченко. «Запорізький центр розслідувань» заявив про 6 помилок у процедурі сесії. Тоді ж, 24 квітня, минулий секретар Анатолій Куртєв подав позов до адміністративного суду проти Запорізької міської ради щодо заборони вчинення певних дій.

## Звинувачення у злочинах
25 червня 2021 року мер Запоріжжя Володимир Буряк підписав розпорядження про звільнення Куртєва з посади секретаря міської ради. Причиною було названо порушення закону «Про запобігання корупції» через подачу неправдивих відомостей у декларації, однак 2 липня суд призупинив дію розпорядження.
Був занесений у базу Миротворець за кваліфікацією «Мародерство» з іншими чиновниками Запорізької області та міста Запоріжжя через звинувачення у розкраданні гуманітарної допомоги.
18 серпня 2023 року НАЗК виявило ознаки корупційного кримінального правопорушення, що свідчить про його незаконне збагачення на понад 9 млн грн. За результатами моніторингу способу життя НАЗК виявило ознаки незаконного збагачення та надіслало відповідний висновок до НАБУ для здійснення досудового розслідування. Під час обшуку помешкання, яке він орендував спільно зі своїм помічником, детективи НАБУ виявили та вилучили майже 600 тис. грн, 230 тис. дол. США та 650 євро. Куртєв у відповідь на запит Національного агентства із запобігання корупції заявив, що нічого не знає про вилучені кошти та квартиру, а НАЗК встановило, що він таки користувався житлом разом зі своїм помічником, а вилучені кошти не відповідають доходам, отриманими ними в законний спосіб.